# Андвеле Слори
Андвеле „Анди“ Седрик Слори е бивш холандски футболист, играещ като дясно крило. Има 2 мача за холандския национален отбор.

## Кариера
Слори започва кариерата си във втородивизионния Телстар. През 2005 е привлечен в Екселиор. През сезон 2005 – 06 помага на отбора да се класира в Ередивиси. През 2007 е закупен от градския враг – Фейенорд. Същата година е повикан и в националния отбор. Слори успява да се наложи чак през сезон 2009 – 10 като титуляр, а целия си шпрестой изиграва 50 мача, в които вкарва 7 попадения. През 2010 е закупен от УБА. Дебютира срещу Блакпул. През май 2010 е освободен от тима, а от 31 август 2010 е футболист на Левски София, като преминава със свободен трансфер. Слори дебютира за Левски на 26 септември 2010 година в мач срещу Берое (Стара Загора), като се появява в игра на мястото на Даниел Младенов. Първият си мач като титуляр за Левски изиграва в Лига Европа, срещу Лил. На 15 декември е изгонен от Левски. От 2011 играе в австралийския Аделаида
През ноември 2011 слага край на кариерата си поради конфликт с треньора на Аделаида Рини Коолен.

## Успехи
Екселиор
- Ерсте Дивиси: 2005 – 06

Фейенорд
- Купа на КНБВ: 2007 – 08